# Pisinna flindersi
Pisinna flindersi is een slakkensoort uit de familie van de Anabathridae. De wetenschappelijke naam van de soort is voor het eerst geldig gepubliceerd in 1877 door Tenison-Woods.